# Valentin Wehefritz
Valentin Wehefritz (* 2. Januar 1933 in Göttingen) ist ein deutscher Bibliothekar und Bibliograf. Er wirkte zuletzt als Leitender Bibliotheksdirektor der Universitäts-Bibliothek in Dortmund.

## Leben und Wirken
Valentin Wehefritz studierte Physik (mit Chemie und Mathematik) an der Universität Göttingen, legte 1957 erfolgreich die Prüfung mit Examen zum Diplom-Physiker ab und wurde dort 1960 zum Dr. rer. nat. promoviert. Nach kurzer Verwaltungstätigkeit beim Bibliotheksausschuss der Deutschen Forschungsgemeinschaft in Bad Godesberg trat er als Bibliotheksreferendar an der Staats- und Universitätsbibliothek Hamburg (SuUB) in die Ausbildung für den höheren Bibliotheksdienst ein. Am Bibliothekar-Lehrinstitut des Landes Nordrhein-Westfalen in Köln legte er 1962 die Fachprüfung (Bibliothekenexamen) hierfür ab. Bis 1969 war er dann als Bibliothekar an der SuUB Hamburg tätig. 1969 wechselte er an die Universitätsbibliothek Bochum und wurde dort deren stellvertretender Direktor.
Im Jahr 1970 wurde Wehefritz Leitender Direktor der erst fünf Jahre zuvor neu gegründeten Universitätsbibliothek Dortmund; dieses Amt hatte er bis 1995 inne. In seine Amtszeit fiel insbesondere die Planung des Bibliotheksneubaus, außerdem die 1980 erfolgte Eingliederung der Pädagogischen Hochschule Ruhr.
Unter seinen Veröffentlichungen sind insbesondere die biograpisch-bibliographischen Bände „Universität im Exil“ hervorzuheben.
Valentin Wehefritz ist evangelisch und hatte 1966 Karin Meister geheiratet.

## Schriften
- Untersuchungen am System Kupfer-Schwefel. In: Zeitschrift für physikalische Chemie, N.F., Bd. 26 (1960), S. 339–358 (Dissertation Universität Göttingen).
- (mit Gerhard Böggemeyer): Naturwissenschaften – Medizin – Technik. Ein Leitfaden der Wissenschaftskunde. Buske, Hamburg 1967.
- Physikalische Fachliteratur. Eine Einführung. Bibliographisches Institut, Mannheim 1969.
- (Hrsg.): International loan services and union catalogues (= Zeitschrift für Bibliothekswesen und Bibliographie, Sonderhefte. Bd. 17). Klostermann, Frankfurt/M. 1974 (2. Auflage 1980).
- (Hrsg.): Die Universitätsbibliothek als Planungsaufgabe. 1965–1990. Zum 25jährigen Bestehen der Universitätsbibliothek Dortmund. Dortmund 1990, ISBN 3-921823-14-5.
- (Hrsg.): 10 Jahre Universitätsbibliothek Dortmund. Zum 1. Juni 1975. Dortmund 1975.
- Betrachtungen zur Gründung der Universitätsbibliothek Dortmund. In: Hans-Joachim Koppitz (Hrsg.): Die Neugründung wissenschaftlicher Bibliotheken in der Bundesrepublik Deutschland (= Beiträge zur Bibliothekstheorie und Bibliotheksgeschichte, Bd. 5). Saur, München 1990, S. 279–385, ISBN 3-598-10906-7.
- Bibliographie zur Geschichte der Chemie und der chemischen Technologie 17. bis 19. Jahrhundert. Drei Bände. Saur, München 1994, ISBN 3-598-11200-9.
- Die Universitätsbibliothek Dortmund. Erfahrungen mit dem Gebäude der Zentralbibliothek nach 17 Jahren. In: Roswitha Poll (Hrsg.): Bibliotheksbauten in der Praxis. Erfahrungen und Bewertungen ; [Gerhard Liebers gewidmet zur Vollendung des 80. Lebensjahres am 23. Mai 1994]. Harrassowitz, Wiesbaden 1994, S. 169–180, ISBN 3-447-03496-3.
- Ein Herz leidet an Deutschland. Prof. Dr. Ernst Bresslau (1877–1935). Ein deutsches Gelehrtenschicksal im 20. Jahrhundert (= Universität im Exil, Bd. 1). Universitätsbibliothek Dortmund 1995, ISBN 3-921823-22-6.
- Weltbürger im Reich der Chemie: Prof. Dr. Walter Fuchs (1891–1957). Ein deutsches Gelehrtenschicksal im 20. Jahrhundert (= Universität im Exil, Bd. 2). Universitätsbibliothek Dortmund 1996, ISBN 3-921823-23-4.
- Pionier der physikalischen Chemie. Prof. Dr. phil. Dr. med. h.c. Dr. sc. techn. h.c. Georg Bredig (1868–1944). Ein deutsches Gelehrtenschicksal im 20. Jahrhundert (= Universität im Exil, Bd. 3). Universitätsbibliothek Dortmund 1998, ISBN 3-921823-24-2.
- Gefangener zweier Welten. Prof. Dr. phil. Dr. rer. nat. h. c. Peter Pringsheim (1881–1963). Ein deutsches Gelehrtenschicksal im 20. Jahrhundert (= Universität im Exil, Bd. 4). Universitätsbibliothek Dortmund 1999, ISBN 3-921823-26-9.
- (Hrsg.): Hans Herbert Becker / Zeitzeuge des 20. Jahrhunderts. Ein deutscher Universitätsprofessor berichtet aus seinem Leben in Freiheit und Unfreiheit. Universitätsbibliothek Dortmund 2002, ISBN 3-921823-27-7.
- Verwehte Spuren. Prof. Dr. phil. Fritz Reiche (1883–1969) ; ein deutsches Gelehrtenschicksal im 20. Jahrhundert (= Universität im Exil, Bd. 5). Universitätsbibliothek Dortmund 2002, ISBN 3-921823-28-5.
- Treue überwindet Staatsräson. Prof. Dr. phil. Karl Wilhelm Meissner (1891–1959) ; ein deutsches Gelehrtenschicksal im 20. Jahrhundert (= Universität im Exil, Bd. 6). Universitätsbibliothek Dortmund 2005, ISBN 3-921823-32-3.
- Wegbereiter der chemischen Technik. Prof. Dr. phil. Ernst Berl (1877–1946) ; ein deutsches Gelehrtenschicksal im 20. Jahrhundert (= Universität im Exil, Bd. 7). Universitätsbibliothek Dortmund 2010, ISBN 978-3-921823-50-7.
- Naturforscher, Philosoph, Theologe. Prof. Dr. med. Rudolf Ehrenberg (1884–1969) : ein deutsches Gelehrtenschicksal im 20. Jahrhundert (= Universität im Exil, Bd. 8). Universitätsbibliothek Dortmund 2016, ISBN 978-3-921823-85-9.